# Joaquim Ravetllat i Estech

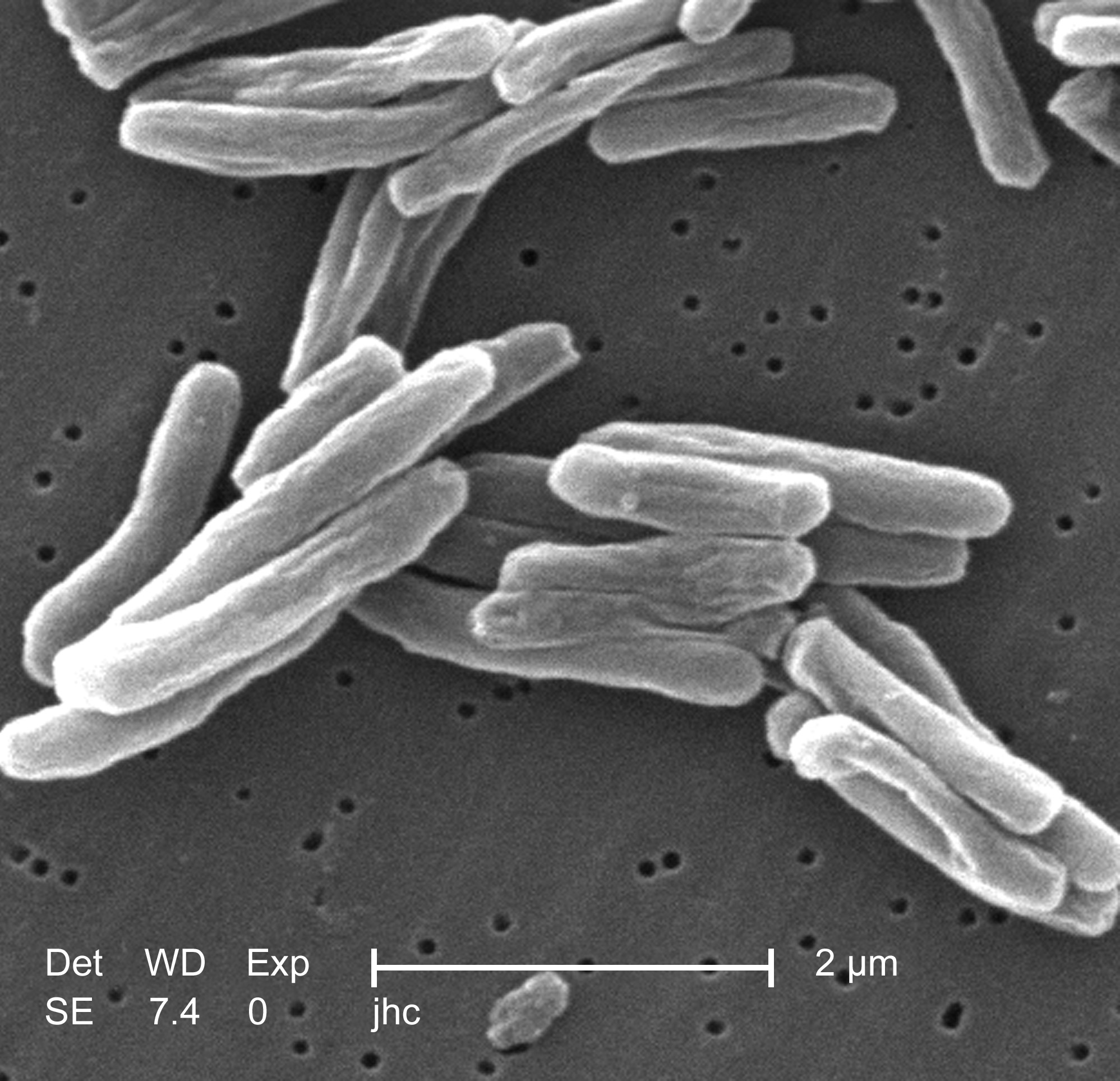
Micrografia al microscopi electrònic de rastreig de Mycobacterium tuberculosis

Joaquim Ravetllat i Estech (Salt, Gironès, 19 de maig de 1871 - 1923) fou un veterinari i bacteriòleg català.
Cursà la carrera de veterinària en la Universitat de Madrid i completà els seus estudis de bacteriologia al Laboratori Municipal de Barcelona amb el doctor Ferran, dedicant-se poc temps després a les investigacions sobre la tuberculosi, els resultats dels quals va exposar en molts treballs.
Ravellat i Estech va publicar, a més, articles en col·laboració amb el doctor Pla i Armengol. Alguns d'aquests treballs foren extractats per la premsa estrangera, i altres reproduïts íntegrament per diverses revistes americanes. Diverses assemblees de veterinaris d'Espanya i el Congrés de la Tuberculosi celebrat a Sant Sebastià es dirigiren als poders públics sol·licitant una subvenció perquè Ravetllat i Estech pogués continuar els seus treballs experimentals sobre la tuberculosi, i el 15 de juliol de 1916 una comissió de veterinaris de Madrid, en nom propi i en el d'importants col·lectivitats professionals, entregà una sol·licitud en el mateix sentit al ministre d'Instrucció Pública, associant-se a aquesta petició, en telegrama dirigit al rei en el mateix dia, la majoria dels veterinaris espanyols. Posteriorment, el 1918, l'Acadèmia i el Laboratori de Ciències Mèdiques de Catalunya sol·licità de la Mancomunitat de Catalunya que subvenciones aquests treballs, creant-ne poc temps després en el manicomi de Salt, sota els auspicis d'aquell organisme, un laboratori antituberculós dirigit pels doctors Ravetllat i Estech i Pla i Armengol, que funcionà durant un període de tres anys, en el qual aquests doctors van publicar una memòria sobre els treballs realitzats, a la que seguiren altres exposant les bases científiques del sèrum elaborat per ells per curar aquella terrible malaltia.